# Soyons
Soyons település Franciaországban, Ardèche megyében. Lakosainak száma 2298 fő (2022. január 1.). Soyons Charmes-sur-Rhône, Guilherand-Granges, Toulaud, Étoile-sur-Rhône, Portes-lès-Valence és Valence községekkel határos.

## Népesség
A település népessége az elmúlt években az alábbi módon változott:
| Lakosok száma | 787  | 1302 | 1551 | 1952 | 2076 | 2211 | 2238 | 2284 | 2299 | 2298 |
|               | 1968 | 1982 | 1990 | 2006 | 2013 | 2015 | 2017 | 2019 | 2020 | 2022 |